# Thanh lưỡng kim

Hình mô tả một thanh lưỡng kim

Một cuộn dây lưỡng kim có độ nhạy với nhiệt độ cao được dùng làm nhiệt kế, cho thấy khi được gia nhiệt bởi ngọn lửa sẽ thay đổi hình dạng so với khi không có ngọn lửa

Thanh lưỡng kim (tiếng Anh: bimetallic strip) hay còn gọi là bản lưỡng kim, là thiết bị dùng để chuyển hóa sự thay đổi nhiệt độ thành sự dịch chuyển cơ học. Thanh lưỡng kim bao gồm hai kim loại bản chất khác nhau có độ giãn nở khác nhau khi được gia nhiệt, thường là thép và đồng, hoặc trong một số trường hợp là thép và đồng thau. Sự giãn nở khác nhau của hai kim loại sẽ làm thanh lưỡng kim biến dạng và uốn cong theo một hướng khi gia nhiệt và biến dạng theo hướng ngược lại nếu được làm lạnh dưới nhiệt độ ban đầu. Kim loại có hệ số giãn nở nhiệt cao hơn nằm ở phía bên ngoài của đường cong khi thanh lưỡng kim được làm nóng và ở phía bên trong khi được làm mát.
Thanh lưỡng kim đầu tiên được phát minh bởi John Harrison, một thợ làm đồng hồ ở thế kỷ 18, người đã chế tạo nó cho đồng hồ hàng hải thứ ba của ông, mang tên H3, vào năm 1759 để bù cho những thay đổi do nhiệt độ gây ra trên lò xo cân bằng. Phát minh của Harrison được công nhận trên bảng tưởng niệm ông ở Tu viện Westminster, Anh. Hiệu ứng của thanh lưỡng kim được sử dụng trong rất nhiều thiết bị cơ học và các thiết bị điện như (cầu dao, rơle nhiệt,...).

## Đặc điểm
Thanh lưỡng kim cấu tạo gồm hai thanh kim loại khác nhau có độ giãn nở nhiệt khác nhau, thông thường là thép và đồng, hoặc thép và đồng thau. Hai thanh kim loại này được ghép dính lại với nhau dọc theo chiều dài bằng cách ghép đinh tán, hàn vảy, hoặc hàn nóng chảy. Lực tác động gây ra bởi sự giãn nở vì nhiệt khiến thanh lưỡng kim bị uốn cong theo một chiều khi bị nung nóng và uốn theo chiều ngược lại khi làm lạnh. Kim loại có hệ số giãn nở nhiệt cao hơn sẽ nằm ở phía ngoài của thanh lưỡng kim khi bị nung nóng và nằm bên trong khi bị làm lạnh. Thanh lưỡng kim thường được dùng ở dạng thẳng hoặc uốn thành cuộn tròn để thu gọn hơn. Khi uốn thành cuộn tròn, độ nhạy của thanh lưỡng kim sẽ tăng lên.
Trong hình minh họa bên cạnh, hai thanh kim loại có chiều dài bằng nhau (1). Khi nhiệt độ tăng lên, hai thanh kim loại sẽ thay đổi chiều dài ({\displaystyle \Delta \varepsilon }) (2). Khi ghép hai thanh kim loại lại với nhau, sự chênh lệch chiều dài này sẽ tạo ra ứng suất nội và làm uốn cong thanh lưỡng kim (3). Khi bị kẹp ở một đầu có thể tính được độ uốn cong ({\displaystyle \kappa }) của thanh lưỡng kim theo nhiệt độ (4).

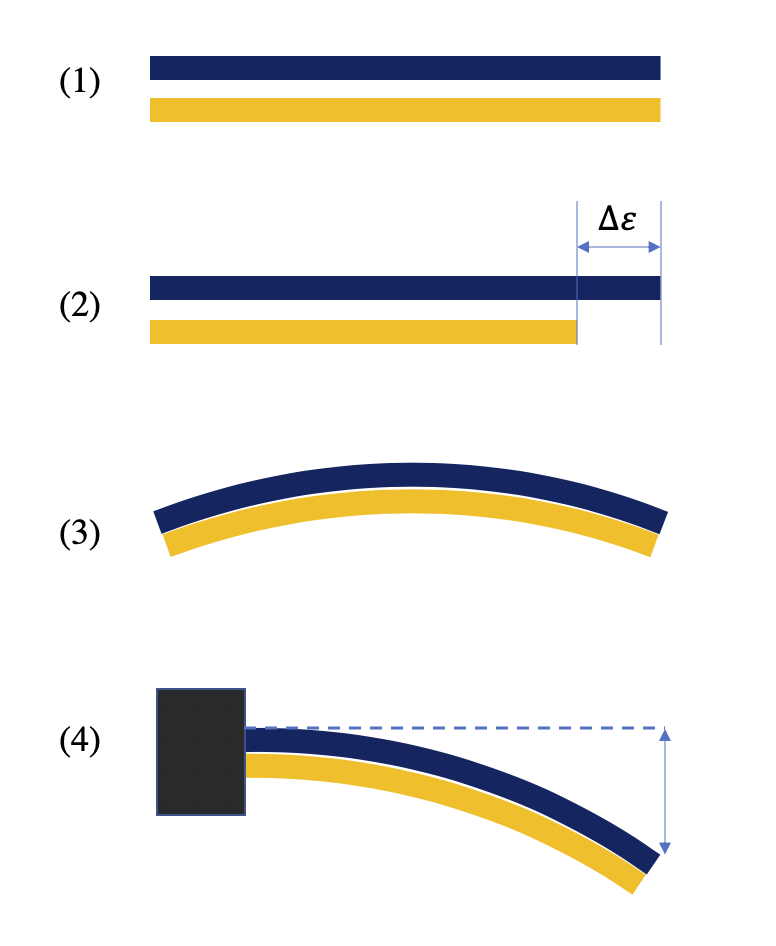
Thanh lưỡng kim bị uốn cong do sự chênh lệch về chiều dài theo nhiệt độ

Độ uốn cong của thanh lưỡng kim được mô tả bằng phương trình sau:
{\displaystyle \kappa ={\frac {6E_{1}E_{2}(h_{1}+h_{2})h_{1}h_{2}\Delta \varepsilon }{E_{1}^{2}h_{1}^{4}+4E_{1}E_{2}h_{1}^{3}h_{2}+6E_{1}E_{2}h_{1}^{2}h_{2}^{2}+4E_{1}E_{2}h_{2}^{3}h_{1}+E_{2}^{2}h_{2}^{4}}}}
Trong đó: {\displaystyle E_{1}} và {\displaystyle h_{1}} là mô đun đàn hồi Young (suất Young) và độ dày của vật liệu thứ nhất; {\displaystyle E_{2}} và {\displaystyle h_{2}} là mô đun đàn hồi và độ dày của vật liệu thứ hai.
{\displaystyle \Delta \varepsilon } là độ biến dạng, được tính theo công thức:
{\displaystyle \Delta \varepsilon =(\alpha _{1}-\alpha _{2})\Delta T\,}
Với {\displaystyle \alpha _{1}} và {\displaystyle \alpha _{2}} tương ứng là hệ số giãn nở nhiệt của vật liệu thứ nhất và thứ hai. {\displaystyle \Delta T} là hiệu nhiệt độ giữa nhiệt độ đo so với nhiệt độ tham chiếu (là nhiệt độ mà thanh lưỡng kim không thay đổi hình dạng).
Độ uốn cong của thanh lưỡng kim không chỉ tùy thuộc vào sự chênh lệch về hệ số giãn nở nhiệt và sự thay đổi nhiệt độ, mà còn phụ thuộc vào độ cứng tương đối và độ dày của hai loại vật liệu. Nếu hai thanh kim loại có độ dày bằng nhau ({\displaystyle h=h_{1}=h_{2}}), và tỉ lệ độ cứng (stiffness ratio) được ký hiệu là {\displaystyle E^{*}} (với {\displaystyle E^{*}={E_{1}}/{E_{2}}}), thì phương trình tính độ uốn cong ở trên sẽ trở thành:
{\displaystyle \kappa ={\frac {12\Delta \varepsilon }{h(E^{*}+14+{\frac {1}{E^{*}}})}}}
Từ phương trình trên có thể thấy rằng nếu hai thanh kim loại càng mỏng ({\displaystyle h} càng nhỏ), độ uốn cong của thanh lưỡng kim sẽ càng lớn. Tương tự, sự chênh lệch của độ cứng giữa hai kim loại càng lớn ({\displaystyle E^{*}} lớn), độ cong của thanh lưỡng kim sẽ càng nhỏ.

## Lịch sử
Thiết bị thanh lưỡng kim được phát minh đầu tiên bởi người thợ làm đồng hồ người Anh John Harrison vào thế kỷ 18. Ông dùng nó cho đồng hồ định thời hàng hải (H3) vào năm 1759 để bù vào sự thay đổi do nhiệt độ của lò xo cân bằng. Không nên nhầm lẫn giữa thanh lưỡng kim và cơ cấu lưỡng kim để bù sự giãn nở nhiệt sử dụng trong con lắc Gridiron của ông. Ban đầu, Harrison dùng ghép hai thanh kim loại lại với nhau bằng đinh tán, nhưng sau đó ông cải tiến thiết kế này bằng cách ghép nung chảy trực tiếp đồng thau lên bề mặt thép. Thanh lưỡng kim cải tiến này được sử dụng trong đồng hồ cuối cùng của ông mang tên H5. Phát minh của Harrison được vinh danh trên bảng tưởng niệm ở Tu viện Westminster, Anh.

## Ứng dụng

### Đồng hồ
Cơ cấu hoạt động của đồng hồ cơ học rất nhạy với sự thay đổi của nhiệt độ do mỗi linh kiện đều có dung sai nhỏ và từ đó dẫn đến sai số khi hoạt động. Thanh lưỡng kim được dùng để khắc phục vấn đề này. Phương pháp phổ biến nhất là dùng thanh lưỡng kim cho viền tròn xung quanh bánh lắc (balance wheel) bên trong đồng hồ. Vai trò thanh lưỡng kim nhằm di chuyển hướng tâm để thay đổi mô men quán tính của bánh lắc. Khi lò xo (spring) kiểm soát bánh lắc hoạt động yếu đi do ảnh hưởng của nhiệt độ, đường kính bánh lắc nhỏ lại dẫn đến làm giảm mô men quán tính và giữ chu kỳ dao động của bánh lắc không đổi, giúp đồng hồ hoạt động chính xác. Ngày nay, hệ cơ học này không còn được sử dụng do sự thay thế của những hợp kim có hệ số giãn nở nhiệt thấp như Nivarox (hãng Swatch Group), Parachrom (hãng Rolex),...

### Bộ điều chỉnh nhiệt độ

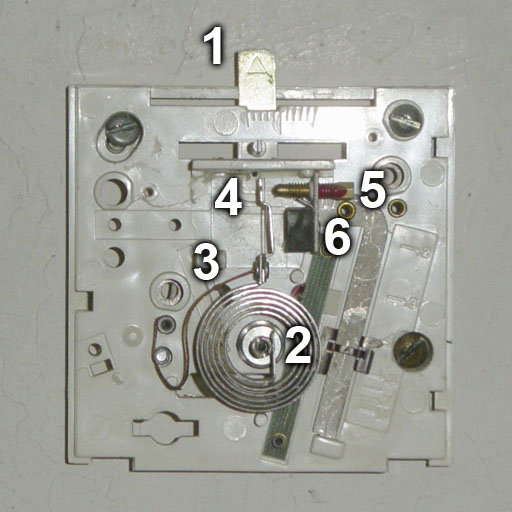
Bộ điều chỉnh nhiệt độ với cuộn lưỡng kim số (2)

Bộ điều chỉnh nhiệt độ hay bộ điều nhiệt (thermostat) là thiết bị dùng để điều chỉnh khoảng nhiệt độ rộng, nhằm điều tiết quá trình sưởi ấm và làm lạnh. Những bộ điều khiển nhiệt độ sử dụng một cuộn lưỡng kim với một đầu được nối với nguồn điện cấp, đầu còn lại (đầu di chuyển) là đầu tiếp xúc mạch điện. Trong một số bộ điều nhiệt, đầu di chuyển của cuộn lưỡng kim sẽ nối với một nút vặn hoặc cần gạt. Vị trí điều chỉnh nhiệt độ được gọi là điểm đặt (set point).
Một số bộ điều chỉnh nhiệt độ sử dụng công tắc thủy ngân có hai đầu nối mạch điện. Góc nghiêng của cơ cấu hoạt động công tắc có thể được điều chỉnh để thay đổi điểm đặt cho bộ điều nhiệt. Tùy thuộc vào thiết kế của nhà sản xuất, khi nhiệt độ tăng lên sẽ làm hở mạch (giống như trong thiết bị sưởi) hoặc đóng mạch (như trong tủ lạnh hoặc máy điều hòa không khí).
Những đầu tiếp xúc dùng đóng–mở mạch điện có thể kiểm soát nguồn điện trực tiếp (như trong bàn ủi điện) hoặc gián tiếp, có thể đóng–ngắt nguồn điện thông qua một rơ le hoặc cung cấp khí đốt hoặc dầu đốt thông qua một van điện. Trong một số lò đốt chạy bằng khí, nguồn điện được cung cấp thông qua một cặp nhiệt ngẫu (thermocouple) được nung nóng bởi đầu đốt điều khiển (pilot light). Trong những thiết bị không sử dụng đầu đốt điều khiển (như trong những máy sấy quần áo chạy bằng khí đốt kiểu hiện đại hoặc trong một số lò đốt khí và lò sưởi trang trí), nguồn điện để đóng mở mạch điện được cung cấp bởi nguồn điện gia dụng vốn sử dụng một rơ le để kiểm soát bộ phận đánh lửa điện tử.

### Nhiệt kế
Nhiệt kế có kim chỉ thị trực tiếp vốn được dùng phổ biến trong những thiết bị gia dụng (như nhiệt kế ghim dùng đo nhiệt độ thịt nướng) sử dụng cuộn lưỡng kim để đo nhiệt độ. Cuộn lưỡng kim giúp biến chuyển động tịnh tiến của kim loại khi giãn nở thành chuyển động tròn nhờ vào cấu tạo hình xoắn ốc. Một đầu của cuộn dây được gắn cố định vào vỏ hộp thiết bị nhiệt kế; đầu còn lại gắn với kim chỉ thị. Thanh lưỡng kim cũng được dùng trong thiết bị ghi dữ liệu nhiệt độ (recording thermometer). Nhiệt kế Breguet là loại nhiệt kế sử dụng cuộn dây gồm ba kim loại ghép lại để tăng độ nhạy và độ chính xác.

### Thiết bị điện
Thanh lưỡng kim được ứng dụng trong những cầu dao nhỏ nhằm bảo vệ mạch điện tránh bị quá dòng. Một cuộn dây điện được dùng để làm nóng thanh lưỡng kim. Khi bị gia nhiệt, thanh lưỡng kim sẽ bị uốn cong và mở mạch điện qua cơ cấu đòn bẩy và lò xo. Mạch điện hở nên dòng điện được ngắt và có thể khởi động lại khi thanh lưỡng kim nguội lại.
Thanh lưỡng kim được dùng trong những rơ le thời trễ, đèn chớp nháy, và tắc-te đèn huỳnh quang. Trong một số thiết bị khác, dòng điện chạy qua thanh lưỡng kim đủ lớn để làm nóng nó và có thể đóng–mở mạch điện trực tiếp. Thanh lưỡng kim được dùng trong bộ điều chỉnh điện áp ra tải hay còn gọi bộ ổn áp biến điệu độ rộng xung (PWM voltage regulator) dùng trong xe hơi.